# Esaias Gruber

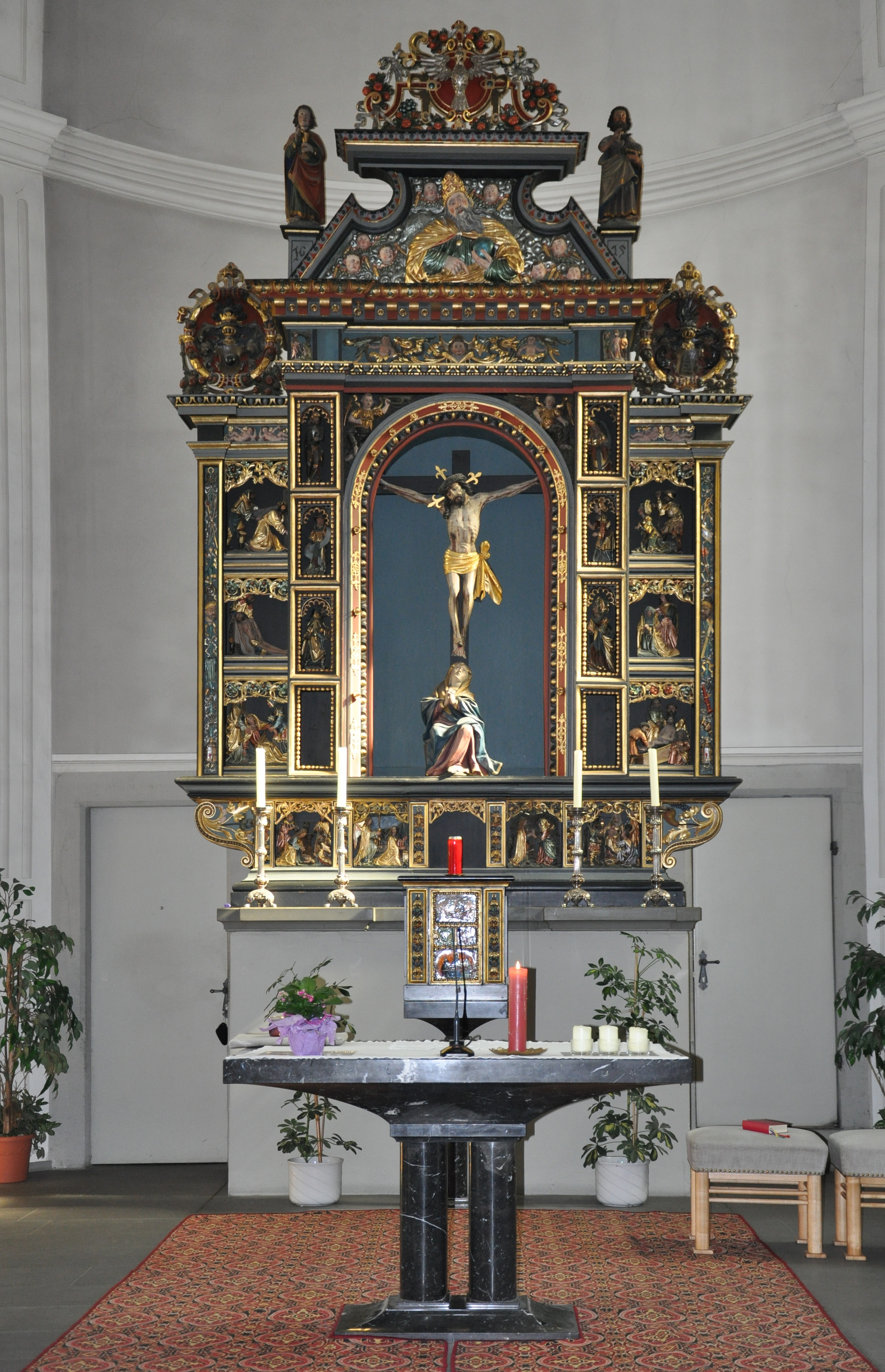
Hochaltar aus der Schlosskapelle Hofen in der Seekapelle in Bregenz

Esaias Gruber der Ältere (* um 1530; † um 1595 in Lindau) und Esaias Gruber der Jüngere (* um 1561 in Lindau; † vor 1630) waren um 1600 bedeutende Bildhauer im Bodenseeraum.

## Biografien
Der Steinmetz und Architekt Esaias Gruber d. Ä. zog aus Rorschach nach Lindau zu und ließ sich dort nieder. Sein Sohn, 1561 getauft, gilt als einer der wichtigsten Bildhauer der Region in jener Zeit nach Jörg Zürn und Hans Morinck. Esaias Gruber lebte und arbeitete im vermutlich um 1600 durch ihn erbauten Haus Cramergasse 9 auf der Lindauer Insel, ein Monogramm und Wappen über der Tür deuten darauf hin. Seine Künstlersignatur AEG (Aesaias Gruber) findet sich zuletzt in Hohenems 1627, er starb vermutlich vor 1630. Das Grabmal von Esaias Gruber d. Ä. befindet sich auf dem Alten Friedhof in Aeschach – das Originalepitaph befindet sich im Stadtmuseum Lindau.
Dekorationen mit weiblichen Engeln, Schnecken- und Bandornamenten sowie Akanthusblättern sind typisch für die Lindauer Bildhauerwerkstatt Esaias Gruber Vater und Sohn.

## Werke (Auswahl)
Lindau
- Holzrelief Marientod, 1600, 58 × 90 cm; Stadtmuseum Lindau

Wangen im Allgäu
- Hochaltar oder alle drei Altäre der Rochuskapelle (1594, später verändert).

Wasserburg
- Von Esaias Gruber stammt vermutlich ein künstlerisch wertvolles Epitaph für Pfarrer Baumgartner an der Außenwand der Wasserburger Georgskirche.

Götzis
- 1557 gestaltete Gruber in der Alten Pfarrkirche St. Ulrich in Götzis das Sakramentshäuschen.

Hohenems
- Unter Leitung des italienischen Architekten Martino Longhi dem Älteren schuf Bildhauer Esaias Gruber d. Ä. im Palast in Hohenems die Statuen und Reliefs für den Palastinnenhof und die Pfarrkirche.
- Die Pfarrkirche in Hohenems (so genannte „Hannibal-Kirche“) wurde 1576–1580 nach Plänen von Esaias Gruber erbaut. 1796 wurde an ihrer Stelle die heutige Pfarrkirche St. Karl Borromäus errichtet.

Lochau
- In der Seekapelle in Bregenz befindet sich heute der von Gruber gestaltete Renaissance-Hochaltar aus der ehemaligen Schlosskapelle Hofen/Lochau.